# فهرست نظریه‌پردازان انتقادی
فهرست نظریه‌پردازان انتقادی (انگلیسی: List of critical theorists) شامل فیلسوفان و متفکرانی است که در نظریه انتقادی تخصص دارند.

## فهرست
- تئودور آدورنو
- کارل اتو آپل
- مایکل اپل
- گاد برزیلایی
- ژان بودریار
- زیگمونت باومن
- رجینا بکر اشمیت
- والتر بنجامین
- لورن برلانت
- مایکل بتانکور
- سوزان بوردو
- استیون برونر
- وندی براون
- آلبر کامو
- کورنلیوس کاستوریادیس
- وندی هوی کیونگ چون
- هلن سیکسوس
- دانا ال. ابر
- جوآن کوپجک
- رابرت دبلیو کاکس
- تامی جی. کاری
- آلبر کامو
- کورنلیوس کاستوریادیس
- وندی هوی کیونگ چون
- هلن سیکسوس
- دانا ال. ابر
- جوآن کوپجک
- رابرت دبلیو کاکس
- تامی جی. کاری
- آنتونی ایستوپ
- میخائیل اپشتاین
- نورمن فرکلاف
- اندرو فینبرگ
- پل فایرابند
- شولامیت فایرستون
- مارک فیشر (نظریه‌پرداز)
- رامون فلچا
- نانسی فریزر
- پائولو فریره
- اریش فروم
- هانس گئورگ گادامر
- ریموند گیوس
- هنری ژیرو
- آنتونیو گرامشی
- استیون گرینبلات
- فلیکس گواتاری
- یورگن هابرماس
- بیونگ چول هان
- استوارت هال
- دیوید هالپرین
- دونا هاراوی
- مایکل هارت
- دیوید هاروی
- علمگیر هاشمی
- اکسل هانت
- قلاب‌های زنگ
- ماکس هورکهایمر
- لوس ایریگاری
- فردریک جیمسون
- آنسلم ژاپه
- هنری جنکینز
- سوت جالی
- کوجین کاراتانی
- داگلاس کلنر
- جو ال. کینچلو
- اتو کیرشهایمر
- زیگفرید کراکائر
- جولیا کریستوا
- رابرت کورز
- ارنستو لاکلائو
- ادگاردو لندر
- برونو لاتور
- هانری لوفور
- آلفرد لورنزر
- لئو لوونتال
- تیموتی لوک
- هربرت مارکوزه
- پیتر مک لارن
- والتر میگنولو
- تیموتی مورتون
- شانتال موفه
- لورا مولوی
- آنتونیو نگری
- اسکار نگت
- فرانتس ال. نویمان
- مارتا نوسبام
- کلاوس آف
- فردریش پولاک
- نیکوس پولانزاس
- پل بی پرسیادو
- مویشه پوستون
- جاسبیر پور
- ژاک رانسیر
- ویلهلم رایش
- جیلیان رز
- گئورگ روشه
- مجتبی صدری
- ادوارد سعید
- ایو کوسفسکی سدویک
- لیوبودراگ سیمونوویچ
- باربارا هرنشتاین اسمیت
- فردیناند دو سوسور
- آلفونسو والنزوئلا-آگیلرا
- رائول وانیگم
- پل ویریلیو
- مک کنزی وارک
- سیمون ویل
- کرنل وست
- فرانک بی ویلدرسون سوم
- ریموند ویلیامز
- ژن یانگ بلاد
- اسلاوی ژیژک